# Raab (personaggio biblico)
Raab (o Racab, in ebraico רָחָב‎?, Rachav, il cui significato probabilmente è "ampia" o "larga"; in greco antico: Ῥαχάβ?) è un personaggio biblico menzionato nelle Sacre Scritture per la prima volta dal libro di Giosuè. Fu una prostituta della città cananea di Gerico che sarebbe vissuta nel XV secolo avanti Cristo (data, secondo alcune cronologie bibliche, della caduta di Gerico) e che aiutò a rischio della sua vita e di quella della sua famiglia due spie israelite dando loro alloggio nella sua casa ed assistendole fino alla loro fuga. Successivamente, secondo il Vangelo di Matteo, sposò Salmon, diventando antenata di Davide, o Giosuè stesso, secondo alcune fonti rabbiniche.

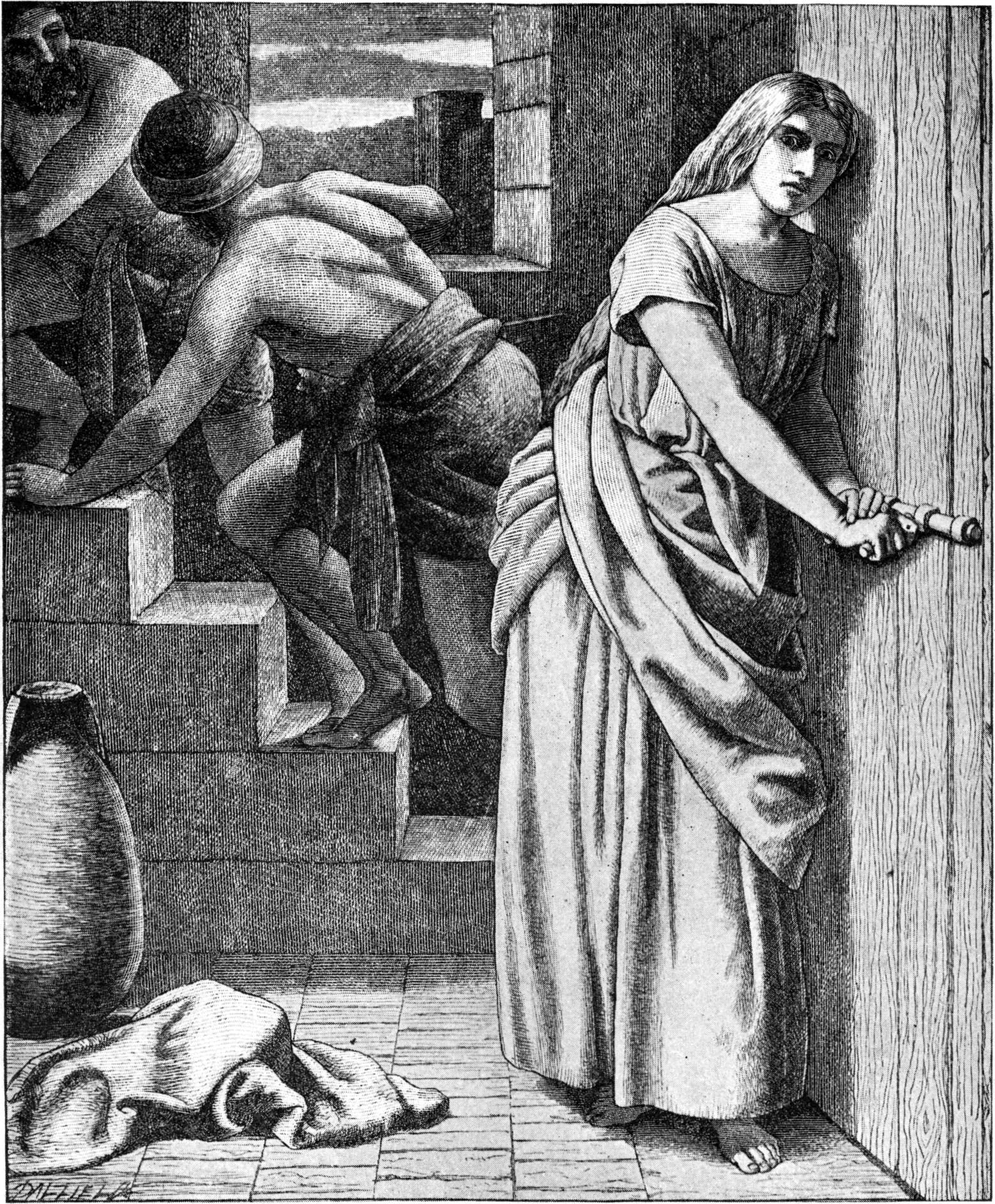
Raab aiuta le due spie israelite - Foster Bible Pictures

## La storia di Raab nel libro di Giosuè
Secondo il racconto biblico di Giosuè 2:1-23 dopo la morte di Mosè che aveva accompagnato il popolo israelita dall'Egitto alla Terra Promessa, Giosuè mandò in esplorazione a Gerico due spie israelite prima della conquista di quella città cananea. Giungendo a Gerico le due spie trovarono alloggio nella casa di Raab. I due ospiti furono però da alcuni riconosciuti come israeliti, cosa che fu riferita al re di Gerico.
Mentre gli inviati di Giosuè si trovavano ancora presso di lei, il re le ordinò di consegnarli ai suoi emissari. Decisa a salvarli, la donna usò un sotterfugio, sviando gli emissari: affermò che non erano in casa, essendo usciti sul far della notte. Appena gli uomini del re si diedero a inseguirli, Raab nascose le due spie sulla terrazza fra steli di lino accatastati.
Raab dichiarò a quelle due spie che sapeva che il loro Dio aveva assegnato il paese a Israele, riconoscendo quindi il Dio di Israele come l'unico e vero Dio in opposizione ai falsi dèi pagani. Poiché il Signore avrebbe consegnato Gerico al suo popolo, li pregò di intercedere per risparmiare lei e la sua famiglia nel momento in cui gli israeliti avrebbero conquistato la città. Le spie giurarono sulla loro stessa vita che lo avrebbero fatto.
Raab li fece calare con una corda dalla finestra mettendoli in salvo: la sua casa infatti era addossata proprio al muro di cinta. Raccomandò loro di restare nascosti sulla montagna per tre giorni finché gli abitanti di Gerico avessero desistito dal loro inseguimento. Prima di partire, i due uomini le suggerirono di legare alla sua finestra una cordicella di filo scarlatto che avrebbe segnalato la sua casa agli Ebrei quando fossero entrati in città.
Al momento della presa della città, così come descritto dal racconto biblico in Giosuè 6:23, 25, Giosuè mandò le stesse spie ospitate da Raab alla ricerca di lei e dei componenti della sua famiglia. Conquistata, la città fu completamente incendiata. Da quel momento Raab abitò in mezzo ad Israele. Dio ricompensò la sua fede non solo risparmiandole la vita insieme alla sua famiglia; avvenne infatti che Raab, con lo sposare in seguito un israelita, Salmon figlio di Nacson (Rut 4,20-22), divenisse trisavola del re Davide, dalla cui discendenza sarebbe nato il Messia.

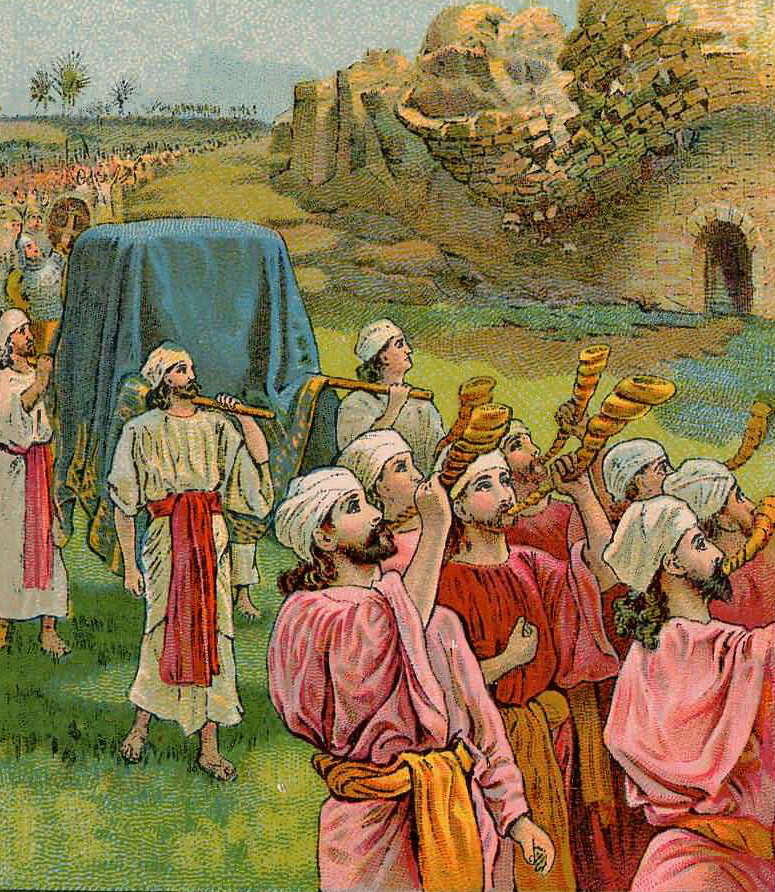
Il suono delle trombe, il grido di guerra e la caduta delle mura

## Negli scritti successivi
Raab è citata nella epistola agli ebrei (ca 61 d.C.). Al capitolo 11 versetto 31, Raab è citata come esempio di fede, unica donna insieme a Sara, moglie di Abramo (versetto 11) in un elenco di uomini fedeli (versetto 32) come Gedeone, Barac, Sansone, Iefte, Davide e Samuele.
Giacomo d'altronde al versetto 25 del capitolo 2 della sua lettera ( 62 d.C. ) cita Raab per le sue opere quali l'ospitalità incondizionata e l'essersi schierata dalla parte giusta, nascondendo e agevolando la fuga degli emissari di Giosuè. Anche gli scritti rabbinici ne fanno una figura positiva per virtù e bellezza e la considerano sposa di Giosuè..

Se secondo Paolo, a Raab fu risparmiata la vita terrena per effetto della fede, Giacomo 2:25 riporta il sacrificio di Isacco e il tradimento di Raab come esempio della giustificazione per opere in forza dell'obbedienza al Signore.
In entrambi i passi, Raab è chiamata come la prostituta (in greco πόρνη; trasl. pórnē), parola che nel Nuovo Testamento si trova riferita soltanto a lei ed alla Bestia dell'Apocalisse.

## Raab nella linea di discendenza diretta del Messia
Raab cambiò vita e divenne una fedele adoratrice di Dio nonché un'antenata del Messia.
Secondo il racconto del primo capitolo del Vangelo secondo Matteo, Raab di Gerico si colloca sulla linea diretta della genealogia di Gesù, il Messia atteso dal popolo d'Israele. In Matteo 1,5-6 Raab (moglie di Salmon) è indicata come la madre di Booz, il quale sposò poi Rut. Dal matrimonio nacque Obed che generò Iesse, ovvero il padre del re Davide, avo di Giuseppe, lo sposo Maria.

## Raab fu davvero una prostituta?
Alcuni, in particolar modo gli ebrei tradizionalisti, negano che Raab fosse veramente una prostituta nel senso comune della parola. Questa tesi risale a Flavio Giuseppe, che nelle "Antichità Giudaiche" afferma che Raab era una locandiera e non parla affatto di prostituzione. Dato che nell'antichità le locande operavano anche come bordelli, un identico biasimo morale avvolgeva entrambe le professioni. Perciò anche se Raab non avesse esercitato la prostituzione direttamente (fatto che evidentemente nessuno potrà mai verificare), il solo fatto che lei o la sua famiglia avessero una locanda basta a spiegare come mai sia nel testo ebraico sia nella traduzione greca dei LXX Raab sia stata designata con vocaboli molto espliciti. Il termine ebraico zonàh implica sempre una relazione illecita, sia in campo sessuale che in senso figurativo in campo spirituale. Quando il termine si riferisce ad una donna immorale viene sempre tradotto come prostituta. Lo stesso vale per il vocabolo greco "pornè". Il fatto che Raab fosse una locandiera è molto verosimile perché spiega in modo banale come mai le due spie ebree avessero preso alloggio presso di lei. Anche studiosi moderni seguono la tesi di Giuseppe Flavio. Ad esempio Mary J. Evans afferma che Raab era una locandiera, una persona dotata di accortezza politica, intelligenza, grande coraggio e acutezza spirituale.

## Gerico di Canaan perchévotata alla distruzione?
Ma quale fu l'ambiente in cui visse Raab a Gerico?
La storia biblica rivela che la popolazione delle città cananee, Gerico compresa, conquistate dagli israeliti furono tutte votate alla distruzione ( Nu 21:1-3, 34, 35; Gse &:20, 21; 8:21-27;10:26-40; 11: 10-14 ). I cananei adoravano molti dèi fra cui il principale Baal ma anche Anat ed Astoret. Dèi sanguinari ed immorali che influenzavano la personalità e il comportamento dei loro adoratori. Del culto fallico praticato dai cananei l'archeologo William Foxwell Albright osserva : Nel suo momento peggiore [...] l'aspetto erotico del loro culto dovette sprofondare a livelli estremamente sordidi di degradazione sociale. Un'altra delle pratiche degradanti delle popolazioni cananee (sebbene su questo punto non vi sia accordo tra gli studiosi) era il sacrificio dei bambini in offerta ai loro dèi pagani. Merrill F. Unger scrive: Scavi eseguiti in Palestina hanno portato alla luce mucchi di cenere e resti di scheletri infantili in cimiteri adiacenti ad altari pagani, a conferma della diffusione di questa crudele e abominevole usanza 
Un'altra fonte inoltre specifica : I cananei praticavano il culto dandosi all'immoralità come rito religioso in presenza dei loro dèi; quindi assassinavano i loro primogeniti come sacrificio a quegli stessi dèi. Sembra che in gran parte il paese di Canaan fosse divenuto una specie di Sodoma e Gomorra a livello nazionale [...] Una civiltà così abominevole, sordida e brutale aveva ancora il diritto di esistere? [...] Gli archeologi che scavano fra le rovine delle città cananee si chiedono perché Dio non le abbia distrutte prima.

## La distruzione biblica di Gerico e le indagini archeologiche
Secondo la Bibbia Gerico fu la prima città cananea a ovest del Giordano conquistata dagli israeliti (Nu 22:1; Gsè 6:1, 24, 25). La città è stata identificata con Tell es-Sultan (Tel Yeriho), circa 22 km a ENE di Gerusalemme. Il sito è stato ripetutamente scavato dagli archeologi, anche con l'obiettivo di verificare se esistevano tracce che potessero confermare il racconto biblico.
A Gerico furono compiuti scavi nel corso di tre diverse spedizioni (1907-1909; 1930-1936; 1952-1958). Ognuna delle tre spedizioni ha pubblicato dei dati arrivando però a conclusioni diverse circa la storia della città e in particolare circa la data della sua eventuale conquista da parte degli israeliti. Ad ogni modo si può dire che una comparazione dei risultati presenta il seguente quadro generale: Durante il secondo millennio a.C., la città subì una terribile distruzione o una serie di distruzioni, e rimase praticamente disabitata per generazioni.
John Garstang, direttore di una spedizione inglese a Tell es-Sultan tra il 1929 e il 1936, scoprì che quella che riteneva una delle città costruite sul luogo aveva subìto violenti incendi e le sue mura erano cadute. Egli identificò questa città con la Gerico del tempo di Giosuè e ne fece risalire la distruzione al 1400 a.E.V. circa. Anche se alcuni sono d'accordo con le conclusioni di Garstang, altri sono di diversa opinione. L'archeologo G. Ernest Wright ha scritto: Si è scoperto che le due mura che cingevano l'antica città, che Garstang... ritenne distrutte dal terremoto e dal fuoco al tempo di Giosuè, risalivano al III millennio e rappresentano solo due delle circa quattordici mura o parti di mura diverse costruite successivamente in quell'epoca. Molti pensano che poco, o nulla, rimanga della Gerico esistente al tempo di Giosuè, poiché precedenti scavi compiuti sul posto hanno rimosso quello che poteva essere rimasto dal tempo della distruzione. Come ha osservato Jack Finegan: Ora sul posto non rimane alcuna evidenza in base alla quale cercare di determinare la data in cui Giosuè può aver preso Gerico.
Molti archeologi, inoltre, influenzati dal lavoro che Kathleen Kenyon svolse negli anni '50, si convinsero che all'epoca dell'invasione israelita Gerico non esistesse più. Sostenevano, infatti, che la città fosse stata distrutta ben più di un secolo prima. Perciò, il racconto biblico di Giosuè e di Raab perse ogni credito.
Successivamente, però, Bryant G. Wood, archeologo dell'Università di Toronto (Canada), riesaminò i reperti di Gerico. In un numero del New York Times, dichiarò che la conclusione a cui era giunto è che la dottoressa Kenyon ha cercato il vasellame di tipo sbagliato, e nei luoghi sbagliati, e che i reperti sono in effetti in notevole accordo con la Bibbia.

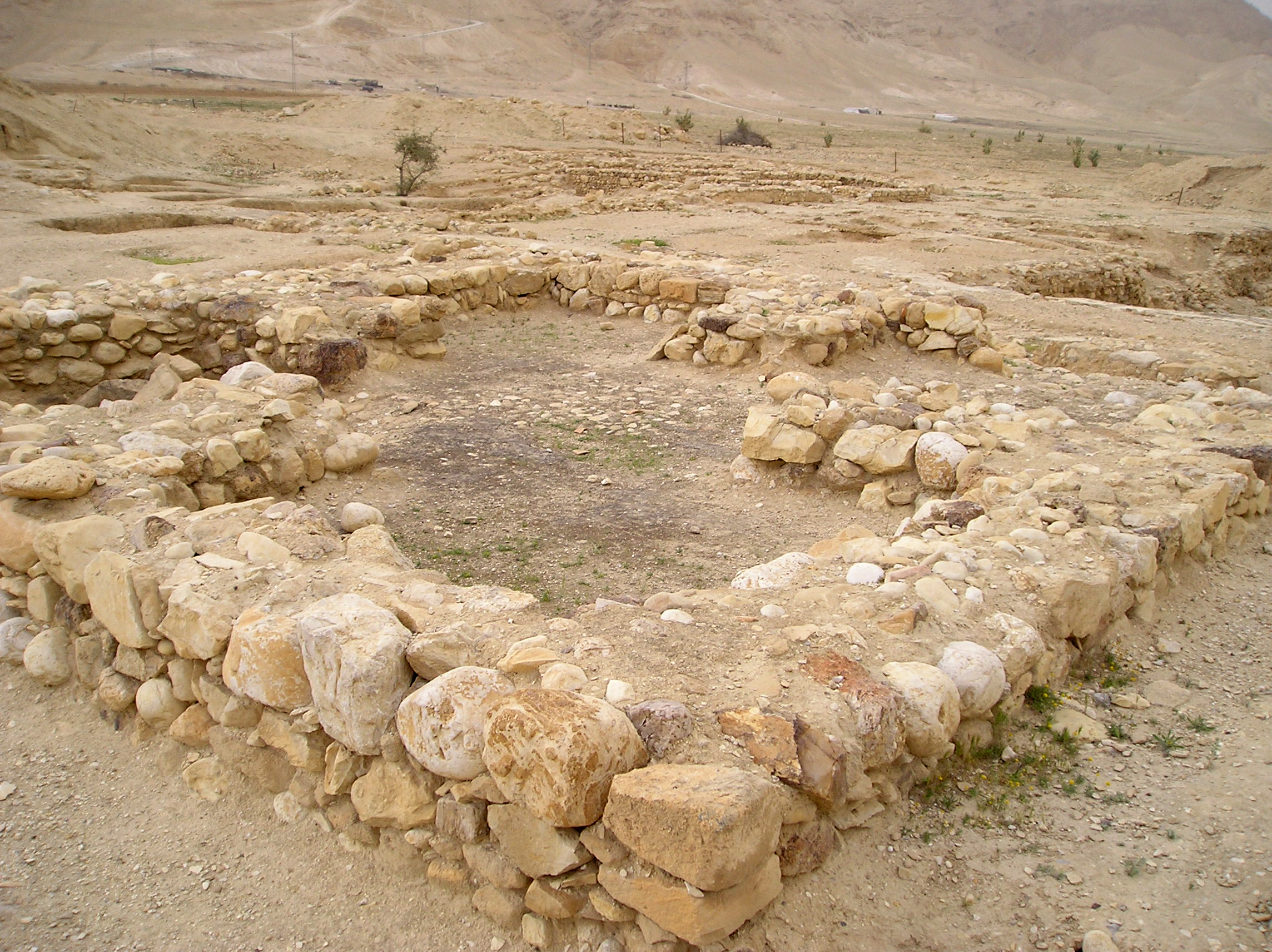
Scavi a Gerico

Il dott. Wood menzionò uno strato di cenere spesso un metro in cui abbondavano frammenti di vasellame e di mattoni provenienti dal crollo di un muro e travi, tutti anneriti come da un incendio esteso a tutta la città. I frammenti di ceramica erano stati datati al 1410 a.C., con uno scarto possibile di 40 anni. Questo sarebbe in buon accordo con il periodo in cui, secondo la cronologia biblica, potrebbe essersi svolta la conquista di Gerico (XV-XIII secolo).
Gli scavi inoltre rivelarono che le case dell'antica Gerico avevano abbondanti scorte di grano nei depositi. La Bibbia indica che Gerico cadde poco dopo il raccolto primaverile e senza un lungo assedio che la costringesse alla fame. (Giosuè 3:14-16).
Nel 1981 il prof. John J. Bimson prese di nuovo in esame la distruzione di Gerico. Studiò attentamente le rovine della Gerico distrutta mediante il fuoco — secondo Kathleen Kenyon — a metà del XVI secolo a.E.V. Secondo Bimson non solo quella distruzione collimava col racconto biblico della distruzione della città compiuta da Giosuè, ma il quadro archeologico di Canaan nel suo insieme collimava alla perfezione con la descrizione biblica di Canaan relativa al tempo dell'invasione israelita. Pertanto affermò che la datazione archeologica è errata avanzando l'idea che quella distruzione ebbe luogo a metà del XV secolo a.E.V., all'epoca di Giosuè.
Tale metodo storico-critico (espressione usata per descrivere lo studio della Bibbia che indaga su dettagli come l'autore, la fonte del materiale e l'epoca in cui fu scritto ciascun libro) secondo molti osservatori dimostra la veracità del racconto biblico su Gerico associato alla storia di Raab.

## Raab nella Divina Commedia
Dante cita Raab nella Divina Commedia (Par, c. IX, vv. 112-126), affermando che, coll'aiuto al condottiero ebraico Giosuè nella conquista della città, si meritò la salvezza eterna. Si trova nel cielo di Venere, dove fu assunta prima di ogni altra anima, e di quel cielo è la più luminosa.

## Nella patristica
Nel solo commento di Sant'Ambrogio al Vangelo di Luca, la Chiesa, che in genere nella patristica è descritta come la Sposa di Cristo, è menzionata anche come "casta meretrice" (casta meretrix).
Ciò è esemplificato dalla figura della prostituta Raab. Secondo quanti riprendono l'espressione, la mescolanza di santità e peccato contrassegna l'esistenza storica della Chiesa. Secondo Ambrogio, la Chiesa sarebbe prostituta, non perché peccatrice, ma perché seduce castamente i peccatori e li salva. La Chiesa non è intesa come santa e peccatrice, ma come la casa santa dei peccatori.
Casta meretrix è il titolo di un saggio di Hans Urs von Balthasar e di un libro di Giacomo Biffi.